# Gustav Skytte
Gustav Adolf Skytte af Duderhof (1637 - 21 de abril de 1663) fue un noble de origen sueco. Se convirtió en pirata y saqueó barcos por todo el Mar Báltico entre los años 1657 a 1662.

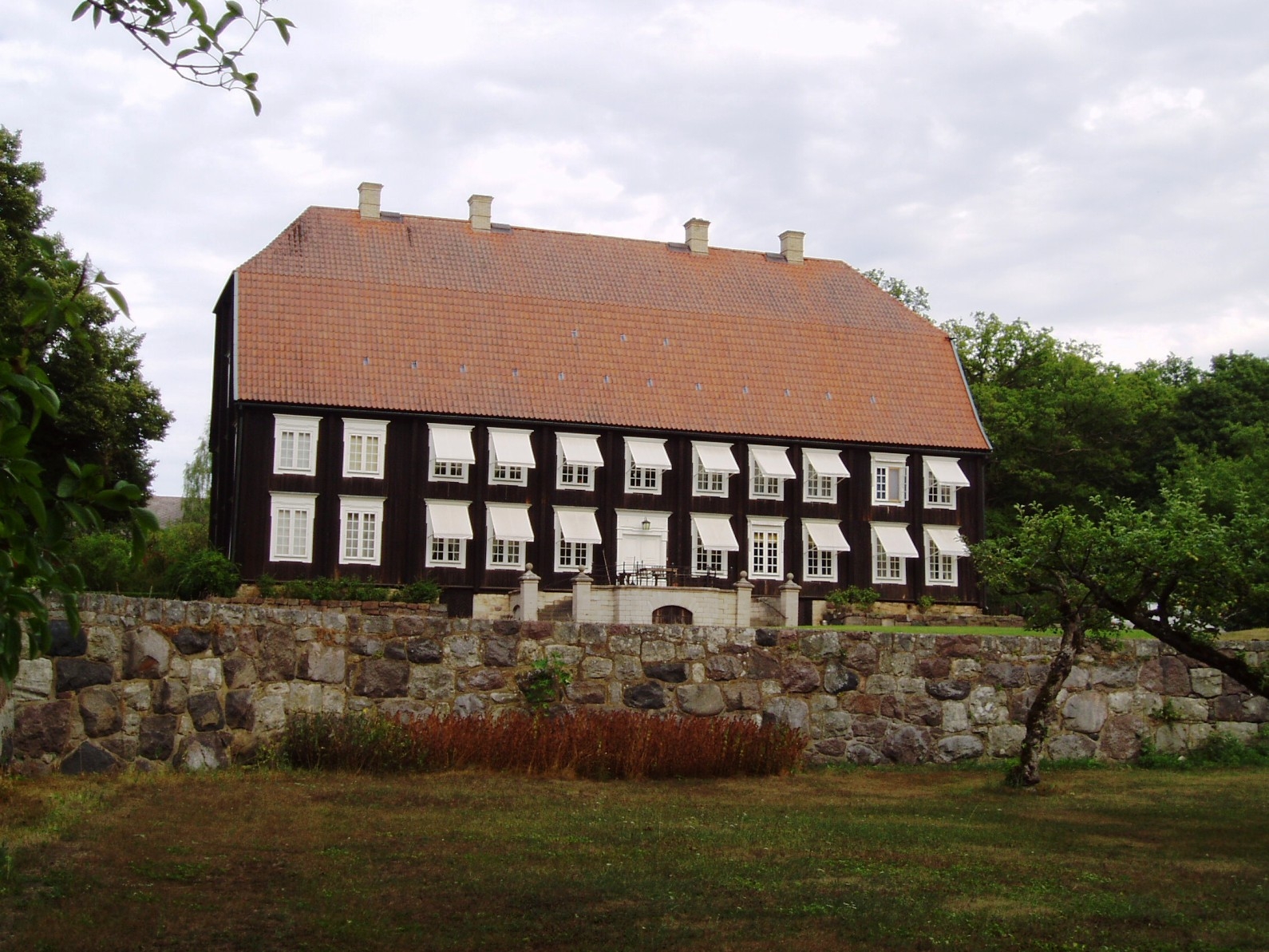
Mansión Strömsrum en Mönsterås, Suecia

## Biografía
Skytte nació en la hacienda Strömsrum Manor dentro dentro de la parroquia de Ålems en Mönsterås en el condado de Kalmar, Suecia. Sus padres fueron Anna Bielkenstjerna (c. 1617-1663) y Jacob Skytte af Duderhof (1616-1654) miembro de una familia de alcurnia sueca, quien se desempeñó como gobernador de la provincia de Östergötland durante 1645-1650. Era nieto del también gobernador sueco Johan Skytte (1577-1645) y sobrino de la estilista y poeta noble Vendela Skytte (1608-1629).
En 1657, Skytte alquiló un barco holandés junto con algunos de sus camaradas nobles. Ya en el mar, los nobles se amotinaron y asesinaron al capitán, luego se apoderaron del barco, que utilizaron como nave pirata, atacando barcos en el mar Báltico. Uno de sus colegas fue su cuñado Gustaf Drake (1634-1684), esposo de su hermana Christina Anna Skytte (1643-1677). Realizaron su negocio clandestino desde una base secreta en las costas de la provincia de Blekinge, Suecia. En 1659, Gustav Skytte se casó con Brita Margareta Hamilton, hija del coronel del ejército sueco Hugo Hamilton (c.1607-1678). En 1662, su actividad pirata fue revelada. Christina Anna y Gustaf Drake huyeron del país, pero Gustav Skytte fue finalmente detenido y juzgado. Fue declarado culpable de piratería y ejecutado en la ciudad de Jönköping en 1663.
Gustav Skytte fue presentado por el escritor sueco Viktor Rydberg (1828-1895) en la novela de 1857 El filibustero del Báltico (Fribytaren på Östersjön Estocolmo: Albert Bonniers förlag).